# Fuscidea scrupulosa
Fuscidea scrupulosa är en lavart som först beskrevs av Eckf., och fick sitt nu gällande namn av Fryday. Fuscidea scrupulosa ingår i släktet Fuscidea och familjen Fuscideaceae.   Inga underarter finns listade i Catalogue of Life.